# Switchfoot: Live – EP
Switchfoot: Live — EP — мини-альбом альтернативной рок-группы Switchfoot. Релиз альбома состоялся в 2004 году в интернете на музыкальных онлайн сервисах iTunes и Rhapsody. Кроме того, эти песни вошли в состав DVD Live in San Diego. «Ammunition» из альтернативной версии мини-альбома была добавлена почти сразу же.

## Список композиций

### Официальная версия
1. Dare You to Move — 5:56
2. On Fire — 5:00
3. The Beautiful Letdown — 6:16
4. More Than Fine — 5:36

### Альтернативная версия
1. Dare You to Move — 5:56
2. On Fire — 5:00
3. Ammunition — 4:31